# Anna Rajecka
Anna Rajecka, född 1762, död 1832, var en polsk konstnär. Hon utförde främst porträtt i teckning eller målad pastell.   
Rajecka växte upp som myndling vid hovet hos Stanisław II August Poniatowski, och troddes allmänt vara hans utomäktenskapliga dotter. Hon studerade konst i Paris från 1783 på Stanisławs bekostnad. Syftet var att hon skulle återvända till Polen efter avslutade studier och bli professor för en konstskola där, men hon valde i stället att efter avslutade studier gifta sig och stanna i Paris 1788. Hon blev 1791 den första polska kvinna som deltog i Paris konstutställning.
Anna Rajecka målade porträtt av medlemmar av det polska hovet före 1783, och därefter av den franska aristokratin. 